# Semlyén István
Semlyén István (írói álnevei: Dán János, György István, Iklódi István. Szignói: …én, …-m-n, s. i.; Budapest, 1916. november 10. – Kolozsvár, 1987. május 29.) magyar közíró, műfordító, esszéista, Semlyén Éva férje.

## Életútja, munkássága
Középiskolai tanulmányait Kolozsváron és Bukarestben végezte (1940). Illegális baloldali szervezetben való tevékenység miatt 1932-ben kizárták az ország összes középiskolájából, magántanulóként érettségizett. Ezután Kolozsváron jogi tanulmányokat folytatott (1940–45), jogtudományi licenciátust és államtudományi doktorátust szerzett. 1934–38 között az Új Kelet kolozsvári napilap riportere. 1942–44-ben munkaszolgálatos a keleti fronton, hazatérése után 1945–48 között a Munkások Általános Gazdasági és Ipari Szövetkezete (MÁGISZ) egyik vezetője. Ekkor koholt vádak alapján letartóztatták, de egyévi vizsgálati fogság után szabadon engedték. 1949-től nyugdíjazásáig (1978) a Román Akadémia kolozsvári fiókjának keretében a volt  unitárius kollégiumi könyvtár főkönyvtárosaként működött. Közben 1950–54 között az Országos Szakszervezeti Tanács könyvkiadójának fordítókollektíváját vezette.
Első írását az Új Kelet közölte 1934-ben. Főképp a demográfia, a társadalmi, gazdasági válságjelenségek foglalkoztatták. Egész írói munkásságát jellemzi az, amit Tóth Sándor a Védekező tudomány című könyve kapcsán kiemel: „a téma nemzetközi irodalmában való tájékozottsága” és „publicisztikai-esszéírói vénája” (Korunk, 1975/1–2).
Gyűjteményes kötetekben megjelent fontosabb tanulmányai: Az ellenkultúra forrásvidékén (in: Korunk Évkönyv 1974); Országos és nemzetiségi népszaporodás (in: Korunk Évkönyv 1980); Ember és emberiség a népözön korában (in: Korunk Évkönyv 1983/84). Tanulmányai jelentek még meg a TETT-ben és a Fizikai Szemlében.

## Kötetei
- Védekező tudomány (esszé, Bukarest, 1974);
- Modern mítoszok (esszé, Budapest, 1979);
- Hétmilliárd lélek (esszé, Bukarest, 1980);
- Illúziók lázadása (publicisztikai írások, Bukarest, 1984);
- Szerelem, párválasztás, család (Bukarest, 1987).

## Műfordításai
- C. Ignătescu: Moldva őrizői (Méhes Györggyel, György István álnéven. Bukarest, 1956);
- Francisc Munteanu: A szobrok sohasem nevetnek (névtelenül, Bukarest, 1959);
- Al. I. Ştefănescu: Pereckirály (Bukarest, 1960);
- Gică Iuteş: Crisanta udvarháza (a fordító nevében betűhibával, Bukarest, 1961);
- M. Babeş – I. Igiroseanu: Babeş (Bukarest, 1964);
- Ieronim Şerbu: Az emlékek hídja (Bukarest, 1966);
- Georges Simenon: A sárga kutya (Bukarest. 1966);
- Samuel Pepys naplójából (1660–1669) (Bukarest, 1970 = Téka);
- A kozmosz hullámhosszán (válogatás a román tudományos-fantasztikus irodalomból, uo. 1970);
- Jack London: Fehér agyar (Kolozsvár, 1970);
- Ész istennő nevében. Tallózás a Moniteur két évfolyamában. 1793–1794 (Bukarest, 1977. Téka); *Népesedésrobbanás – egyke. Tallózás a népesedéstudomány irodalmában, különös tekintettel T. R. Malthus művére (Bukarest, 1982. Téka).